# Eesti Pank

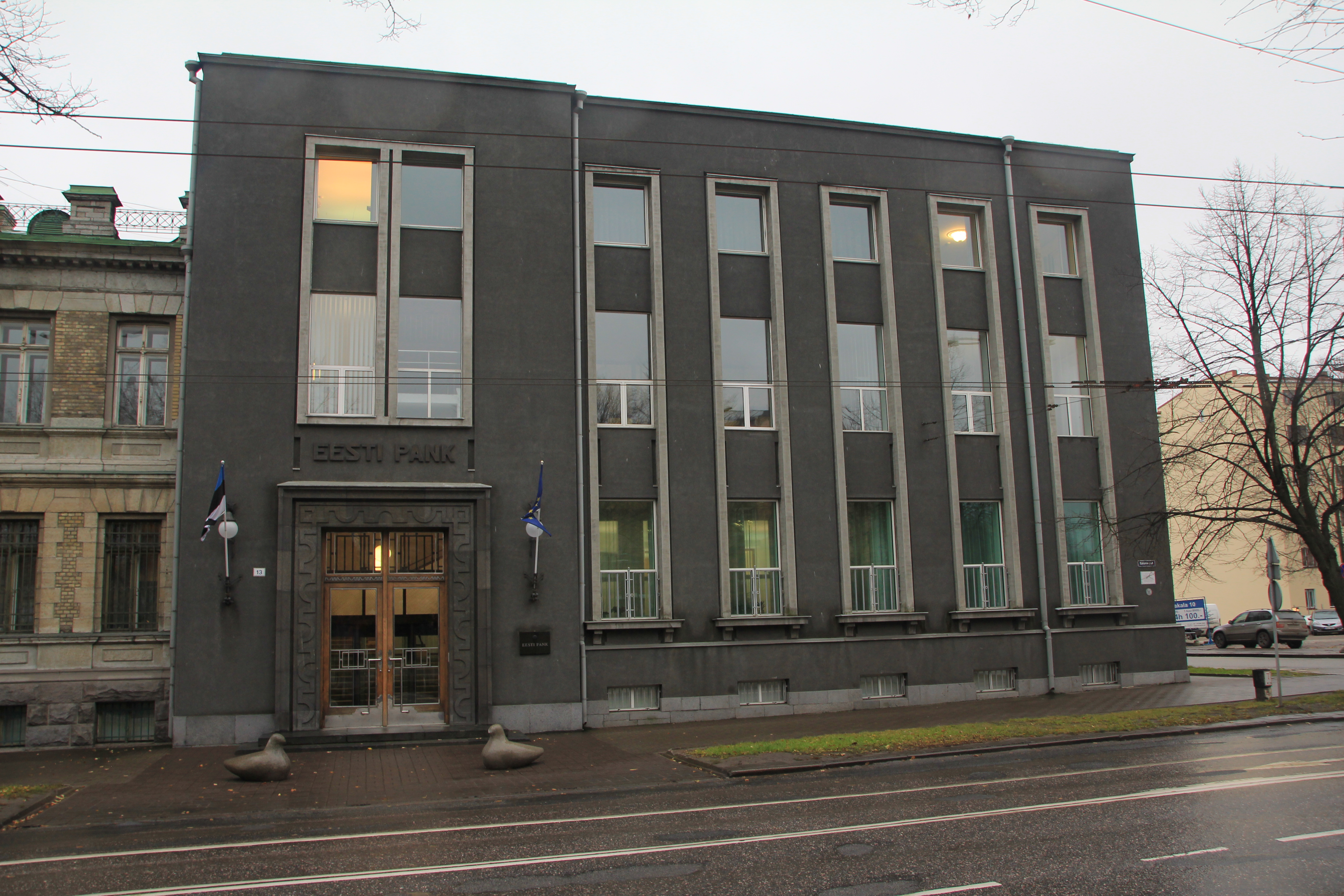
Eesti Panks nuvarande huvudkontor på Estonia puiestee 13 i Tallinn, ritat av Eugen Habermann och Herbert Johanson 1935.

Eesti Pank är Republiken Estlands centralbank, grundad 1919 med säte i huvudstaden Tallinn. Banken är medlem av Eurosystemet samt Europeiska centralbankssystemet. Fram till 2010 gav banken även ut Estlands dåvarande valuta, estniska kronor (kroon). Sedan 2011, då Estland införde euron som valuta, har vissa av bankens uppgifter övertagits av Europeiska centralbanken.
Centralbankens styrelseordförande tillsätts av Estlands president på centralbanksstyrelsens förslag. Ordförande för perioden 2019–2026 är Madis Müller, som även representerar Estland i Europeiska centralbankens råd.

## Historia
Eesti Pank grundades 1919 i samband med Estlands självständighet efter första världskriget. Den nybildade Republiken Estland införde estniska mark som valuta 1921, som ersattes av estniska kronor 1928. Banken nationaliserades av Sovjetunionen 1940 i samband med Sovjets ockupation av Estland och förlorade de flesta av sina uppgifter när den sovjetiska rubeln infördes som valuta. Banken återupptog sin verksamhet 1990 och från 1992 till 2010 gav man ut estniska kronor som landets valuta.